# Zespół presuicydalny

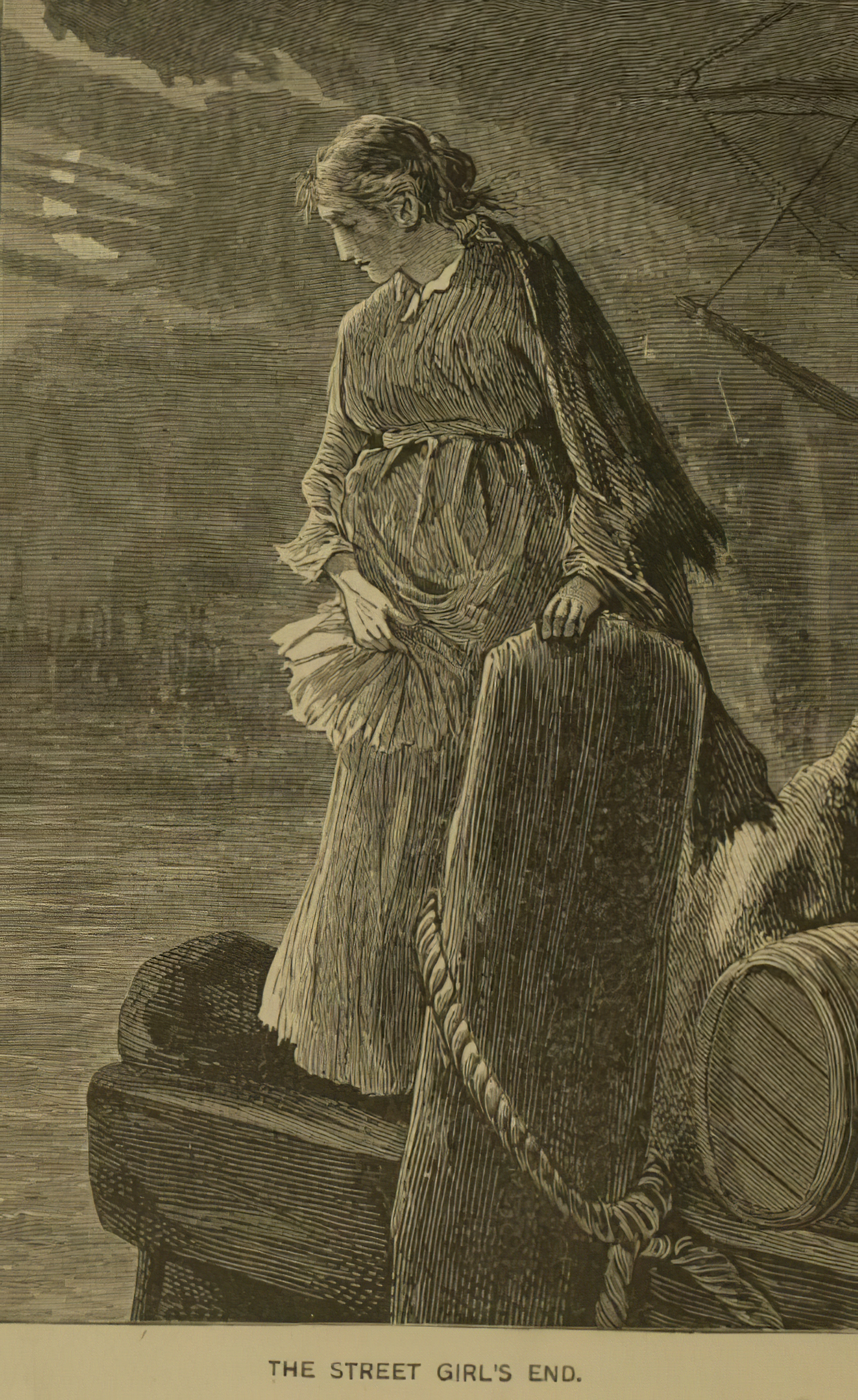
Młoda kobieta rozważająca popełnienie samobójstwa poprzez utopienie.

Zespół presuicydalny (ang. pre-suicidal syndrome) – stan psychiczny bezpośrednio poprzedzający 80% prób popełnienia samobójstwa. Na stan ten składają się trzy główne, wzajemnie wzmacniające się komponenty (prekursory samobójstwa):
- zawężenia następujących obszarów funkcjonowania:
  - zawężenie dynamiczne (dominują negatywne uczucia i myśli, pesymizm, antycypowania nieszczęść, lęk, niskie poczucie własnej wartości, poczucie bezradności, koncentracja na poniesionych stratach),
  - zawężenie sytuacyjne (niedostrzeganie możliwości zmiany swojej sytuacji, poczucie znalezienia się w sytuacji bez wyjścia, brak nadziei odbiera poczucie sensu i udaremnia podejmowanie konstruktywnych działań),
  - zawężenie systemu wartości (dewaluacja wcześniej cenionych wartości, rezygnacja z zainteresowań i z kontaktów z innymi),
  - zawężenie relacji interpersonalnych (wycofanie społeczne, osamotnienie, poczucie odrzucenia),
- kumulowanie się agresji i napięcia, które najpierw są powstrzymywane, a ostatecznie zostają zwrócone do wewnątrz, tj. przeciwko samemu sobie, czego wyrazem może być samobójstwo,
- pojawienie się fantazji, w których samobójstwo jest błędnie postrzegane jako korzystne i pożądane rozwiązanie (myśli samobójczych).

Zespołu presuicydalnego nie należy przypisywać jednej określonej chorobie psychicznej, czy zaburzeniu. Jest to stan, który może wystąpić w przebiegu wielu, różnych zaburzeń psychicznych.
Termin ten został stworzony w 1953 przez Erwina Ringela, austriackiego lekarza psychiatrę, neurologa, pioniera badań nad zapobieganiem samobójstwom. Swoją teorię Ringel sformułował w oparciu o badania około 700 osób, które przeżyły próbę samobójczą.

## Postępowanie i leczenie
Zespół presuicydalny, jako stan bezpośredniego zagrożenia życia, wymaga bezzwłocznego udzielenia pomocy, objęcia dozorem celem udaremnienia ewentualnej próby samobójczej oraz jak najszybszego objęcia opieką medyczną.